# The Sign (Ace of Base-album)
A The Sign című album a svéd Ace of Base 1993. november 23-án megjelent stúdióalbuma, mely elsősorban Észak-Amerikában, Japánban és néhány Latin-Amerikai országban került kiadásra az Arista Records kiadó jóvoltából. A The Sign című album tartalmazza a csapat debütáló albumának, az 1992-es Happy Nationnek egyes dalait, úgy mint a Voulez-Vous Danser, Don't Turn Around, All That She Wants című dalokat, melyek a Happy Nation (U.S. Version) kiadásán is szerepelnek, melyet 1993 szeptember 25-én jelentettek meg Mexikóban, Európában, és Ausztráliában. Ez a kiadás tartalmaz számos Happy Nation remixet, és az új Hear Me Calling című dalt is.
Az album szerepel a amerikai 100 legjobb albumai között az Amerikai Hanglemezgyártók Szövetsége (RIAA) jóvoltából, mely több mint 23 millió példányszámban kelt el világszerte. Az album az Arista kiadónak 42 millió dollár bevételt hozott, és a legjobb pop albumnak járó Grammy-díjat is megkapta, valamint a Billboard 200-as listán 26 egymást követő héten slágerlistás helyezés volt, és a lista év végi slágerlistáján is szerepel.

## Megjelenések
CD  US  Arista – 07822-18740-2
1. All That She Wants 3:34
2. Don't Turn Around 3:51 Backing Vocals – Jenny Berggren, Malin "Linn" Berggren, Producer – Per Adebratt, Tommy Ekman, Written-By, Music By – Albert Hammond, Diane Warren
3. Young And Proud	3:56
4. The Sign 3:12 Backing Vocals – Jenny Berggren, Jonas "Joker" Berggren, Malin "Linn" Berggren, Producer [Pre-production] – Jonas "Joker" Berggren, Ulf "Buddha" Ekberg, Producer, Backing Vocals – Douglas Carr
5. Living in Danger 3:43 Backing Vocals – John Ballard, Producer – Per Adebratt, Tommy Ekman, Producer [Pre-production] – T.O.E.C.
6. Dancer In A Daydream	3:39
7. Wheel of Fortune 3:54 Producer – T.O.E.C.
8. Waiting For Magic (Total Remix 7") 3:53 Producer, Remix – Stonestream
9. Happy Nation 4:16 Backing Vocals – John Ballard
10. Voulez-Vous Danser 3:20 Producer – T.O.E.C.
11. My Mind (Mindless Mix) 4:11
12. All That She Wants (Banghra Version) 4:14

### Egyéb megjelenések
| 13. | Mr Ace (demo 1991) | 3:21 |

## Slágerlista

### Heti összesítések
| Slágerlista (1993)       | Heti összesítések |
| ------------------------ | ----------------- |
| Argentinian Albums Chart | 1                 |
| Canadian Albums Chart    | 1                 |
| Japanese Albums Chart    | 1                 |
| USA Billboard 200        | 1                 |

### Összesítések
| Slágerlista (1990–1999) | Helyezés |
| ----------------------- | -------- |
| US Billboard 200        | 34       |

## Minősítések
| Ország                       | Minősítés  | Eladások  |
| ---------------------------- | ---------- | --------- |
| Argentína (CAPIF)            | 4x platina | 240.000   |
| Brazília (Pro Música-Brazil) | arany      | 100.000   |
| Kanada (Music Canada)        | gyémánt    | 1.000.000 |
| Chile (IFPI)                 | 2x platina | 60.000    |
| Japán (RIAJ)                 | 4x platina | 800.000   |
| Mexikó (AMPROFON)            | 3x platina | 750.000   |
| U.S (RIAA)                   | 9x platina | 9.000.000 |

## Videóalbum
1994 nyarán VHS és Laserdisc formátumon megjelent néhány dal az albumról. A VHS videó Észak-Amerikában jelent meg, míg Laserdisc-en Japánban került kiadásra.

## Tartalom
1. All That She Wants
2. The Sign
3. Don't Turn Around Studio Documentary
4. Don't Turn Around
5. Living In Danger Studio Documentary
6. Happy Nation
7. Wheel of Fortune